# Стоп! Стоп! Стоп!
«Стоп! Стоп! Стоп!» — п'ятий сингл російсько-українського гурту «ВІА Гра» з альбому «Стоп! Снято!».

## Відеокліп
П'ятий кліп гурту «ВІА Гра».
Один з найзагадковіших, найвдаліших і найрозкішніших кліпів гурту. Знятий на основі твору Зигмунда Фрейда «Ми — це наші бажання». Однойменна фраза фігурує в кінці кліпу. Саме в цьому кліпі гурт постав вже як тріо, а воно залучило більше уваги людей і показало, що гурт рухається в правильному напрямку. У кліпі знялися Альона Вінницька, Анна Сєдокова та Тетяна Найник.
Через рік цього кліпу була знята англомовна версія під назвою «Stop! Stop! Stop!», яка миттєво підкорила Азію. У цій версії брали участь Надія Грановська, Анна Сєдокова та Віра Брежнєва.
Режисери обох кліпів — Семен Горов та Олексій Степанов.